# Viskose
Viskose (egentlig cellulose-xantogenat (handelsnavnet er rayon)) er et halvsyntetisk stof, der er skabt ved at behandle kulhydratet cellulose med svovlkulstof og kaustisk soda. 
| Kemi | Spire Denne artikel om kemi er en spire som bør udbygges. Du er velkommen til at hjælpe Wikipedia ved at udvide den. |